# 邬江兴
邬江兴（1953年—），安徽省金寨县人。信息技术专家，中国人民解放军少将，中国工程院院士。
1984年以来，先后领导研制成功6个型号的程控电话交换机，荣获过中国国家科技进步一等奖。他领导研制的HJD04型数字程控电话交换机，打破了国外通信设备商对中国通信市场的长期垄断。
2003年，当选为中国工程院院士。2005年，中央军委为其记一等功。
2007年起开始担任中国人民解放军信息工程大学校长一职（之前为大学下属的信息工程学院院长）。